# گرگ هیکس
گرگ هیکس (انگلیسی: Greg Hicks؛ زادهٔ ۲۷ مهٔ ۱۹۵۳) بازیگر اهل بریتانیا است.
از فیلم‌ها یا برنامه‌های تلویزیونی که وی در آن نقش داشته‌است می‌توان به سفیدبرفی و شکارچی، مکبث، پسر خدا، و دامینا اشاره کرد.